# 近忍
近 忍（こん しのぶ、1987年2月1日 - ）は、新潟県出身の日本の男子プロバスケットボール選手である。ポジションはスモールフォワード。190cm、80kg。
福岡第一高等学校3年次にインターハイ、ウインターカップに出場、日本大学でインカレ、オールジャパン等に出場経験があり、2010年にJBL2のレノヴァ鹿児島（現在の鹿児島レブナイズ）に入団。2014年、キャプテンを務める。
2016年オフ、Bリーグ2部の香川ファイブアローズへ移籍した。背番号は高校の時と同じ13番となった。2016-17シーズンは56試合に出場し、1試合8.1得点だった。香川2シーズン目の2017-18シーズンは故障で出場試合数が30に減少し、1試合平均4.1得点だった。
2018-19シーズンはB1の京都ハンナリーズと契約。13試合に出場。2019年1月24日、京都を退団。
2019年3月25日、2019年度にローカルプロバスケットボールチーム「小豆島ストーンズ」（地域リーグ参入）を設立する予定の小豆島の総合スポーツクラブ「小豆島スポーティーズ」と、同クラブのプロ契約選手1号として契約した。
2019年5月、3x3のトライフープ岡山に3x3EXE大会期間中のみレンタル移籍。
2020年12月、3x3チームのKYOTO BBに移籍

## 経歴
- 福岡第一 - 日本大学 - レノヴァ鹿児島（2010-2016） - 香川ファイブアローズ（2016-2018） - 京都ハンナリーズ（2018-2019）